# Anton Gottstein
Anton Gottstein, född 7 december 1893 i Hořejší Vrchlabí, död 22 augusti 1982 i Vrchlabí, var en tjeckoslovakisk vinteridrottare. Han var aktiv inom längdskidåkning under 1920-talet. Gottstein medverkade vid Olympiska vinterspelen 1924 i längdskidåkning 18 km , han kom på artonde plats. Han ställde även upp på 50 km och placerade sig på fjortonde plats.